# Rodriguezia leucantha
Rodriguezia leucantha är en orkidéart som beskrevs av João Barbosa Rodrigues. Rodriguezia leucantha ingår i släktet Rodriguezia och familjen orkidéer. Inga underarter finns listade i Catalogue of Life.